# Aphis lambersi
Aphis lambersi är en insektsart som först beskrevs av Carl Julius Bernhard Börner 1940.  Aphis lambersi ingår i släktet Aphis och familjen långrörsbladlöss. Arten är reproducerande i Sverige. Inga underarter finns listade i Catalogue of Life.